# Cinnamomum trichophyllum
Cinnamomum trichophyllum är en lagerväxtart som beskrevs av Quisumb. & Merr.. Cinnamomum trichophyllum ingår i släktet Cinnamomum och familjen lagerväxter. Inga underarter finns listade i Catalogue of Life.